# Mer än ord
Mer än ord är den svenska titeln på de pantomimserier av Sergio Aragonés som publiceras i tidningen Herman Hedning. Ursprungligen publicerades de under titlarna Actions Speak och Louder than Words av Dark Horse Comics.